# Monges Premonstratenques
Les Canonesses Premonstratenques o Monges Norbertines (en llatí Ordo Praemonstratensis) són la branca femenina de l'Orde Premonstratenc, i un orde religiós de tipus monàstic. Les seves monges fan vots solemnes i clausura, dedicant-se a la vida contemplativa. Posposen a llurs noms les sigles O. Praem.

## Història
La branca femenina de l'Orde Premonstratenc té una història paral·lela a la masculina. Com en altres casos, la predicació de Norbert de Xanten va atreure no només homes, sinó moltes dones que volien viure cristianament segons els seus ensenyaments. Quan s'establí a Prémontré, prop de Laon, i hi fundà el primer monestir de canonges regulars, va establir també una comunitat femenina en la qual va ingressar Ricuera, considerada la primera religiosa de l'orde.
Els primers monestirs premonstratesos eren dobles, amb edificis separats per a homes i dones. La comunitat femenina era dirigida per una priora que retia comptes a l'abat de la comunitat masculina. Les dones no feien vots i es dedicaven a les tasques domèstiques i de manteniment, com quedava regulat als primers estatuts de l'orde, de 1131, promulgats per Hugues de Fosses, i dedicats a les dones en els capítols LXXV-LXXXII. Cap al 1140, influït per la tendència a separar els religiosos de les religioses, el capítol general, presidit per Hugues de Fosses, va suprimir els monestirs dobles i va aprovar la separació dels monestirs. Així i tot, algun monestir doble va subsistir a Alemanya fins al 1803).
Innocenci IV va aprovar el 1247 les noves regles de 1240 per a les canonesses de l'orde: les premonstratenques es convertien llavors en religioses de vots solemnes, dedicades a la vida contemplativa, l'estudi i el treball manual en clausura. Fins al segle xx, les branques femenina i masculina constituïen un únic orde i amb la mateixa regulació; 1945 es redactaren les primeres constitucions religioses exclusives per a les canonesses, regulant-ne la vida dintre de l'orde.
En acabar 2009, hi havia unes dues-centes monges premonstrateses en dinou monestirs, la major part a l'Europa Central.